# Lesko (ville)
Pour les articles homonymes, voir Lesko.
Lesko est une ville de la voïvodie des Basses-Carpates, dans le sud-est de la Pologne. Elle est le chef-lieu de la gmina de Lesko et du powiat de Lesko. Sa population s'élevait à 5 674 habitants en 2012.

## Histoire
La première partition de la Pologne, en 1772, attribua Lesko à l'Autriche. Nommée Lisko, elle fut le chef-lieu du district de même nom, l'un des 78 Bezirkshauptmannschaften de la province (Kronland) de Galicie. Après l'effondrement de l'Autriche-Hongrie, à la fin de la Première Guerre mondiale, le sort de cette région fut disputé entre la Pologne et la Russie soviétique. La paix de Riga, signée le 18 mars 1921, l'attribua à la Pologne. En 1931, Lisko fut renommée Lesko.

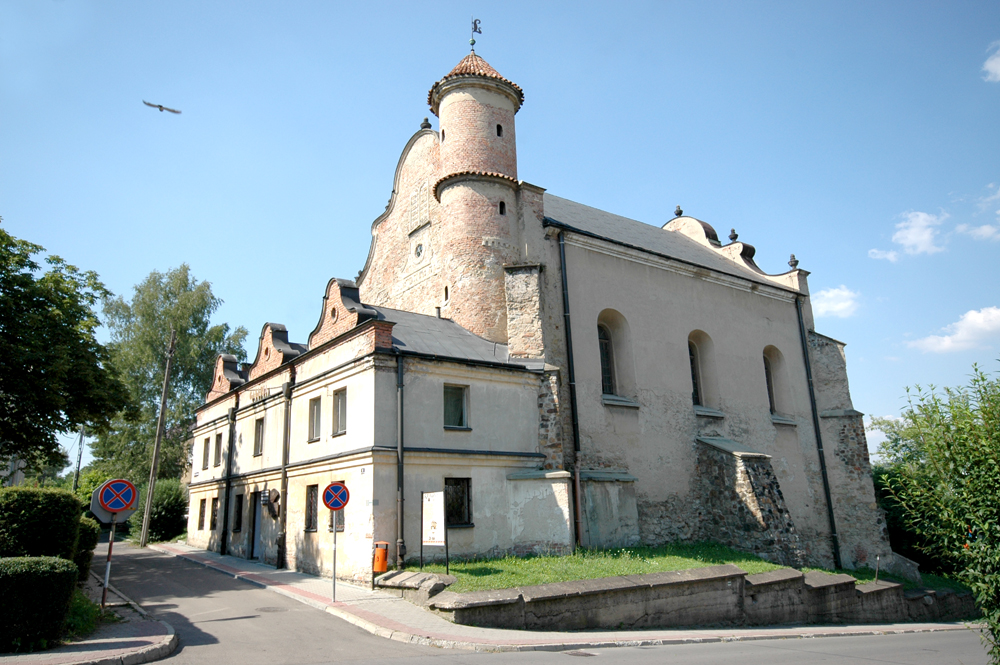
L'ancienne synagogue de Lesko.

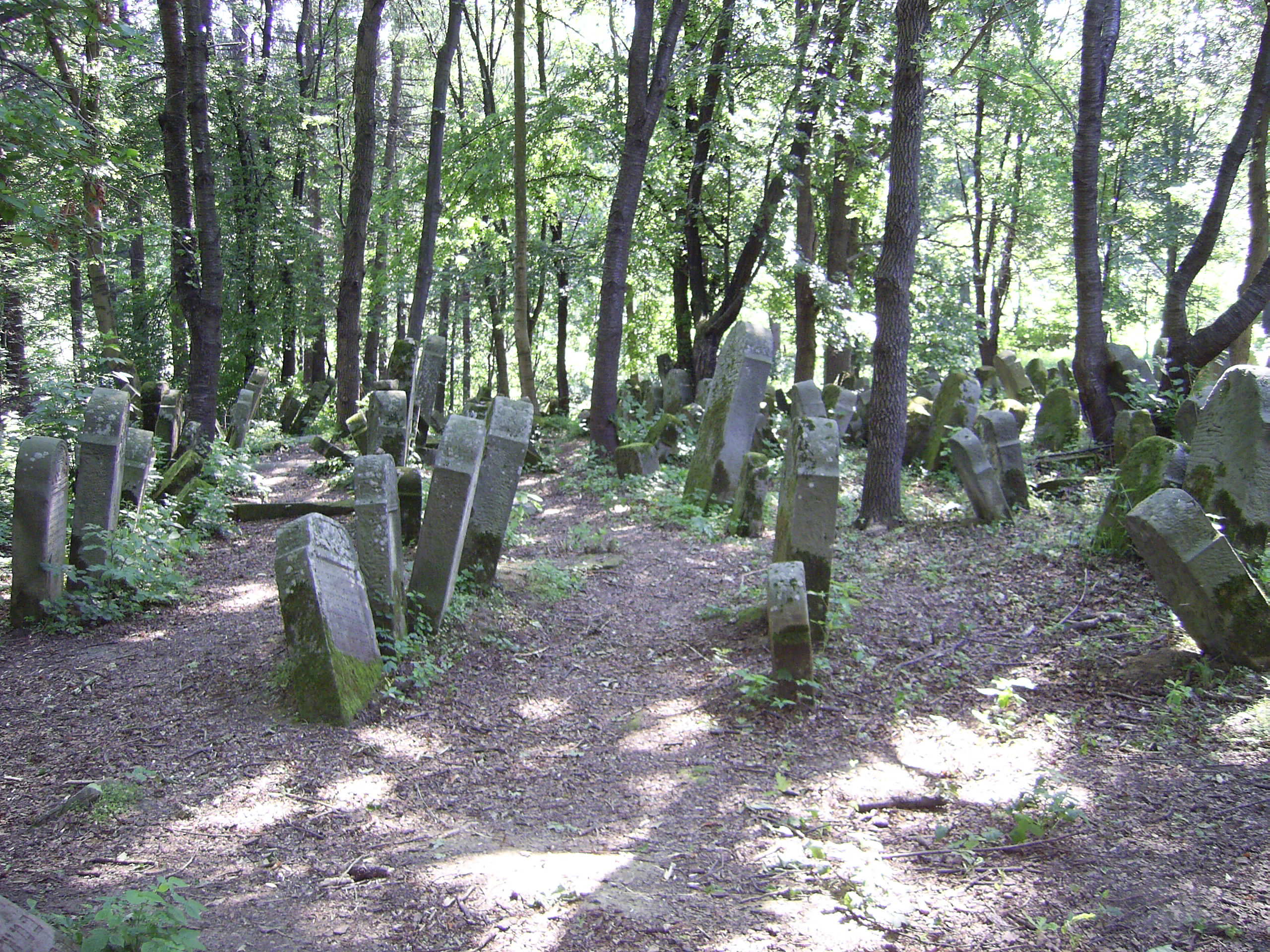
Le cimetière juif de Lesko.